# Ayberk Pekcan
Ayberk Pekcan (ur. 22 maja 1970 w Mersinie, zm. 24 stycznia 2022 tamże) – turecki polityk i urzędnik państwowy, później aktor filmowy i telewizyjny.

## Biografia
Ayberk Pekcan urodził się 22 maja 1970 roku w Mersinie, spędził dzieciństwo i młodość w Adanie oraz Mersinie. Po ukończeniu szkoły podstawowej i średniej w Adanie oraz liceum w Mersin ukończył studia na Wydziale Sztuk Pięknych Uniwersytetu w Mersin. Pekcan był robotnikiem, urzędnikiem i nauczycielem. Był członkiem politycznym Socjaldemokratycznej Partii Populistycznej. W 2001 roku zrezygnował z funkcji urzędnika państwowego, zamieszkał w Stambule i został aktorem telewizyjnym i filmowym.
Zagrał główne role w serialach telewizyjnych Ihlamurlar Altında, Yaprak Dökümü, Kurtlar Vadisi i Keşanlı Ali Destanı. W 2010 roku jego film Saç otrzymał nagrody na krajowych i międzynarodowych festiwalach filmowych. Został nagrodzony najlepszym aktorem drugoplanowym na Międzynarodowym Festiwalu Filmowym w Ankarze. Ayberk Pekcan, który zagrał w wielu filmach i serialach, zagrał rolę Artuka Beya w popularnym serialu telewizyjnym Diriliş: Ertuğrul.
Ayberk Pekcan zmarł na raka płuc w Mersin 24 stycznia 2022 roku w wieku 51 lat.